# Qui fait peur à Zoé ?
 (juillet 2025).
Si vous disposez d'ouvrages ou d'articles de référence ou si vous connaissez des sites web de qualité traitant du thème abordé ici, merci de compléter l'article en donnant les références utiles à sa vérifiabilité et en les liant à la section « Notes et références ».
Qui fait peur à Zoé ? est le quatrième album de la série Sophie de Jidéhem et Vicq, paru en 1970. Il reprend la quinzième histoire des aventures de Sophie, publiée pour la première fois dans le journal Spirou entre 1968 et 1969 (no 1591 à no 1612), avec une seconde histoire en 8 planches : Le Goinfre volant.

## Synopsis
Zoé, la meilleure amie de Sophie (en fait une voiture douée d'intelligence) se comporte étrangement : elle semble avoir peur d'un danger invisible. Parallèlement des événements inhabituels  se produisent dans le quartier : des voitures, bouches d'égout ou vélos tombent en poussière…